# Lingua agul
La lingua agul o aghul (агъул чӀал, ag'ul č̣al) è una lingua caucasica nordorientale parlata nella Federazione Russa, nella repubblica del Daghestan.

## Distribuzione geografica
La lingua è parlata dagli Agul che vivono nel Daghestan sud-orientale. Al censimento del 2010 contava 29.300 locutori.

## Classificazione
La lingua agul è una lingua caucasica  nordorientale.
Secondo Ethnologue, la classificazione completa della lingua agul è la seguente:
- Lingue caucasiche settentrionali
  - Lingue caucasiche orientali
    - Lingue lesghiane
      - Lingue lesghiane nucleari
        - Lingue lesghiane orientali
          - Lingua agul

## Sistema di scrittura
Per la scrittura viene utilizzato l'alfabeto cirillico.